# جون هامر (كرة سلة)
جون هامر (بالإنجليزية: John Hummer)‏ مواليد 4 مايو 1948 في واشنطن العاصمة، هو لاعب كرة سلة أمريكي معتزل. بدأ مسيرته الاحترافية في سنة 1970. تم اختياره من قبل فريق بوفالو بريفز خلال الدرافت. يبلغ طوله 6 قدم 9 بوصة (2.1 م). اعتزل اللعب في 1976. أحرز خلال مسيرته في الإن بي إيه 2248 نقطة بمعدل 6.3 نقاط في المباراة الواحدة.

## المسيرة الاحترافية
لعب مع بوفالو بريفز من سنة 1970 إلى 1973، ثم لعب مع شيكاغو بولز في موسم 1973–1974، ثم لعب مع سياتل سوبرسونيكس من سنة 1973 إلى 1976.

## روابط خارجية
- جون هامر على موقع إن بي أي (الإنجليزية)
- جون هامر على موقع سبورتس رفرنس (الإنجليزية)
- جون هامر على موقع كلية كرة السلة في سبورتس رفرنس.كوم (الإنجليزية)
- جون هامر على موقع ريلجم (الإنجليزية)
- جون هامر على موقع بروبوليرز (الإنجليزية)